# Білик Іван Архипович
Іва́н Архи́пович Бі́лик (26 листопада 1910, Опішня — 29 грудня 1999, Опішня) — український майстер народно-декоративного мистецтва; член Спілки радянських художників України з 1970 року. Батько майстра В'ячеслава Білика.

## Біографія
Народився 13 [26] листопада 1910 року в містечку Опішні (селище Полтавського району Полтавської області України) в багатодітній селянській сім'ї. Протягом 1922—1923 років навчався гончарному ремеслу в Опішнянській навчально-показовій гончарній майстерні, далі, у середині 1920-х років — у свого дядька, гончара Якова Павловича Пічки у селі Хижняківці, та в кінці 1920-х років — в Опішнянській керамічній промисловій школі. Упродовж 1929—1933 та 1938—1941 років працював в артілі «Художній керамік».
1943 року призваний до Червоної армії. Брав участь у німецько-радянській війні: у боях за Дніпро, у Корсунь-Шевченківській битві. Отримав п'ять поранень, переніс понад 20 операцій, втрачав тимчасово зір, слух, здатність говорити. З грудня 1944 року дев'ять з половиною місяців перебував у Сочинському військовому госпіталі на лікуванні і реабілітації, отримав інвалідність. За участь у війні нагороджений орденом Вітчизняної війни І ступеня (1985), 8 медалями.
1945 року повернувся в Опішню. Спершу працював токарем — підточував денця посуду, згодом став майстром — виготовляв сувеніри, згодом почав працювати у творчій лабораторії й навчати новачків. 1984 року вийшов на пенсію, проте, майже до самої смерті ходив на завод. Мешкав в Опішні в будинку на вулиці Партизанській, № 140. Помер в Опішні 28 грудня 1999 року. Похований на місцевому кладовищі.

## Творчість

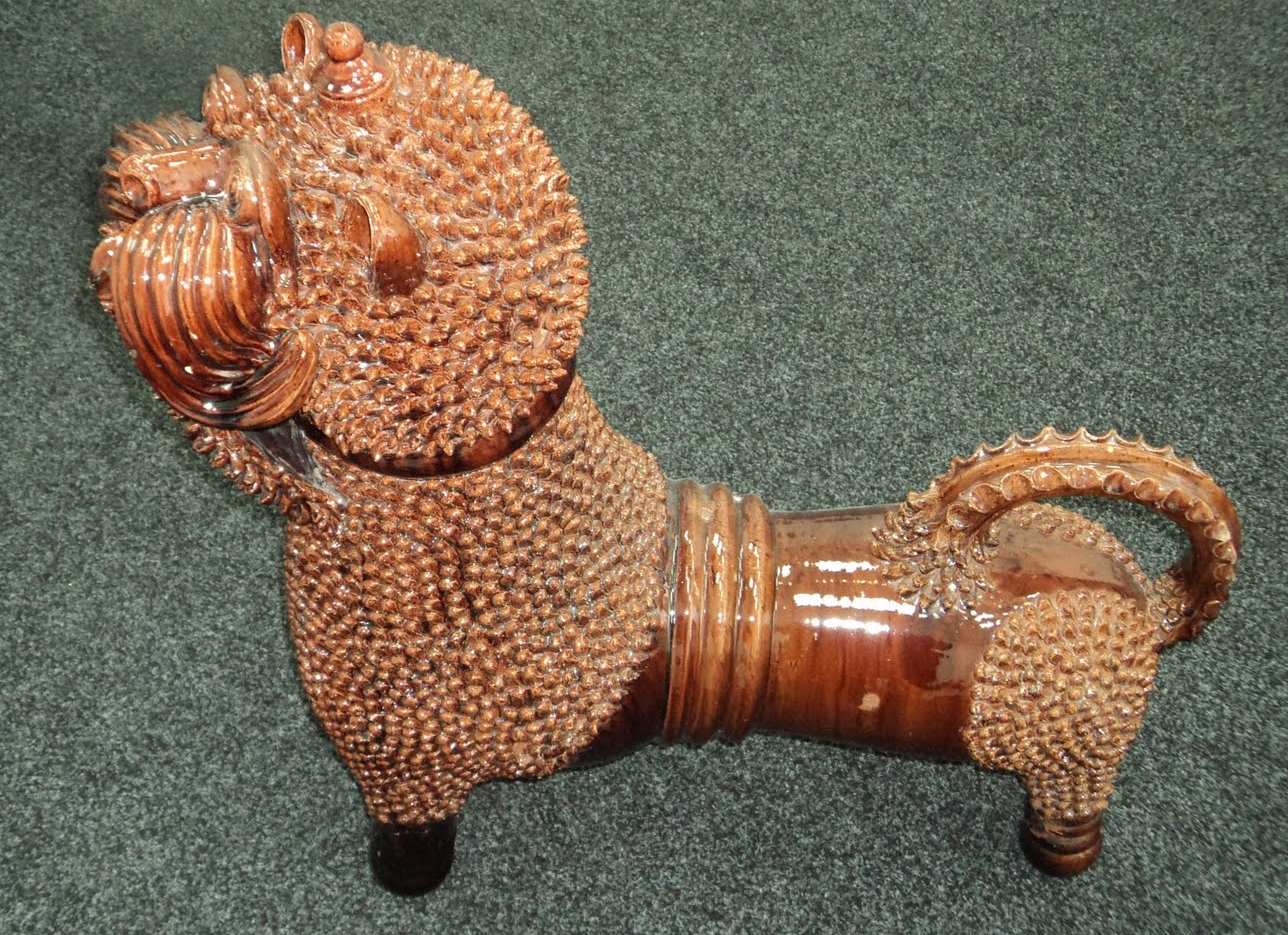
«Лев» Івана Білика.

Був майстром виготовлення гончарних виробів на всіх стадіях: і гончарював, і декорував, і ангобував, і поливав поливою. Переважно створював скульптури малих форм, також виготовляв вази з рельєфним орнаментом та декоративні тарелі. Серед робіт:
- посудини у вигляді тварин — «Лев» (1949), «Баран» (1962); «Кінь» (1965), «Іжачок» (1967); «Собачка», «Вовк», «Хор левів» (1970);
- скульптура малих форм — «Дикий кабан» (1955), «Баран» (1960);
- скульптури — «Лев на чатах» (1962—1963), «Лев» (1971, 1977, 1983), «Баран» (1976), «Бик» (1977);
- цикли — «Хор левів» (1930-ті), «Лев на чатах», «Зачарований лев», «Зелений лев» (1970-ті), «Космічний лев» (1980-ті), «Смугастий кінь», «Баран-красень» (1991), «Баран круторогий» (1992).

Брав участь у республіканських та всесоюзних виставках, зокрема Києві та Полтаві з 1949 року, Москві з 1951 року, Харкові у 1969 році, Вільнюсі у 1971 та 1975 роках. Його вироби експонувалися на міжнародних виставках: у Варшаві у 1954 році, Парижі у 1957 році, Брюсселі, Марселі та Софії у 1958 році, Остенде у 1960 році, в Угорщині та Німеччині у 1965 році, «Експо–67» у Монреалі, у Велико-Тирново у 1976 році, Канаді й Венесуелі у 1976 році, Лос-Анджелесі у 1977 році, Югославії у 1979 році, а також Японії, Норвегії тощо.
Роботи зберігаються у Національному музеї декоративного мистецтва України та Національному музеї народної архітектури та побуту України у Києві, Музеї етнографії та художнього промислу у Львові, Полтавському краєзнавчому музеї, Полтавському художньому музеї, Національному музеї-заповіднику українського гончарства в Опішному, Лубенській галереї образотворчого мистецтва, Шевченківському національному заповіднику в Каневі, Канівському музеї народного декоративного мистецтва, Національному історико-етнографічному заповіднику «Переяслав», Національному музеї-заповіднику Миколи Гоголя у селі Гоголевому, Волинському краєзнавчому музеї, Музеї етнографії в Санкт-Петербурзі.

## Відзнаки
- Відмінник промкооперації (1939)[1];
- Бронзова і срібна медалі ВДНГ, грамоти ВДНГ у Києві та Москві[1];
- Дипломи журналу «Декоративне мистецтво СРСР» («Декоративное искусство СССР») і Всесоюзної центральної ради професійних спілок (1970)[1];
- Дипломом лауреата на міжнародному бієнале у Фаєнце (1971; за твір «Лев з вухами на проріз»)[1];
- Заслужений майстер народної творчості УРСР (1971);
- Премія імені Данила Щербаківського (1995);
- Національна премія України імені Тараса Шевченка (1999; разом з Михайлом Китришем, Василем Омеляненком за цикли творів опішнянської кераміки)[4][5].

## Вшанування

Меморіальна дошка на стіні гончарної слави в Опішні

- 2010 року, до 100-річчя від дня народження митця, Національний музей-заповідник українського гончарства в Опішному на будинку, де мешкав майстер, розмістив меморіальну дошку на його честь, а в Гончарській Книгозбірні України була організована виставка публікацій про нього[6].
- 2010 року кіностудією «Відродження» було знято фільм про Івана Білика (див.  «Іван Білик» (Опішне, 2010) на YouTube).